# جورج دي بوفون
جورج-لويس لوكلير دي بوفون (بالفرنسية: Georges-Louis Leclerc)‏ (ولد في كوت دور 7 سبتمبر 1707 – توفي في باريس 16 أبريل 1788) هو مؤرخ طبيعي ورياضياتي وعالم كون فرنسي.
أثرت أعماله على الجيلين المقبلين من مؤرخي الطبيعة من أمثال جان باتيست لامارك وجورج كوفييه. نشر بوفون خلال حياته ستة وثلاثون مجلداً ذي صفحة ربعية في موسوعته «التاريخ الطبيعي»، كما نُشرت مجلدات إضافية اقتبست عن ملاحظاته وأبحاث أخرى خلال عقدين من وفاته.
كتب إرنست ماير عنه: «كان بوفون بحق أب جميع الفكر في التاريخ الطبيعي خلال النصف الثاني من القرن الثامن عشر».

## السيرة الشخصية

### نشأته
ولد جورج دي بوفون في مونبار بمنطقة بورغندي. كان والده بينجامين فرونسوا ليكليرك موظفاً محلياً مسؤول عن ضريبة الملح وكانت والدته آن-كريستين مارلين من عائلة موظفين. سُمي جورج تيمناً باسم عم أمه (الذي كان عرابه).

### حياته المهنية
انتقل إلى باريس عام 1732 وزامل فولتير غيره من المثقفين. عمل في مجال الرياضيات فأدخل حساب التفاضل والتكامل إلى نظرية الاحتمال، حيث سُميت مسألة إبرة بوفون في الاحتمال على أسمه. قُبل في الأكاديمية الفرنسية للعلوم عام 1734. وراسل خلال هذه الفترة الرياضياتي السويسري غابرييل كرامر.
كما درس الخشب، فقام بأشمل التجارب حول الصفات الميكانيكية للخشب. وأجرى مجموعة من التجارب قارن فيها بين خصائص العينات الكبيرة وتلك الصغيرة. عُيّن عام 1739 رئيساً ل«حديقة الملك» الباريسية، وقد شغل هذا المنصب حتى وفاته. عمل بوفون على جعل «حديقة الملك» متحفاً ومنبراً للبحث. كما وسّعها فاشترى أراض جديدة وجلب عينات لأصناف نباتية وحيوانية من جميع أصقاع العالم.
دُعي للانضمام إلى أكاديمية اللغة الفرنسية بفضل موهبته في الكتابة عام 1753. قال بوفون في «خطابات حول الأسلوب» الذي ألقاه على مسمع أكاديمية اللغة الفرنسية: «تنطوي الكتابة الحسنة على التفكير والشعور والتعبير الحسن، وعلى صفاء العقل والروح والذوق.... إن الأسلوب هو الإنسان بنفسه».
تزوج بوفون عام 1752 من ماري-فرانسواز دو سان-بيلين-مالين وهي فتاة تنتمي لعائلة نبيلة فقيرة من بورغندي، وكانت ماري مُسجلة في مدرسة رهبانية تُديرها شقيقته. بقي الطفل الثاني للسيدة بوفون على قيد الحياة خلال طفولته، وقد كان صبياً ولِد عام 1764. وتوفيت هي عام 1769. عندما أصاب جورج مرضاً شديداً عام 1772، وبعد تراجعه عن مقترح أردا فيه لابنه أن يخلفه في إدارة «حديقة الملك» لكون المقترح غير عملي فقد كان ابنه في الثامنة من العمر حينها فأزاد اللملك من عقارات وأراضي بوفون في بورغندي وجعلها مقاطعة ما جعل ابنه كونتاً. اُنتخب عضواً فخرياً أجنبياً في الأكاديمية الأمريكية للفنون والعلوم عام 1782. توفي بوفون في باريس عام 1788.
دُفن في المُصلى المجاور لكنيسة سانت-أورس مونتبارد خلال الثورة الفرنسية، وقد فتُح قبره ليصنع من الرصاص المغطي لتابوته طلقات نارية.

## أعماله

### التاريخ الطبيعي
كتب 36 مجلَّد في «التَّاريخ الطَّبيعي»، حيث شملت كلّ المعارف التّي تخصّ العلوم الطَّبيعيَّة في ذاك الوقت (نظريَّة الأرض، التَّاريخ العامّ للحيوانات، والتَّاريخ الطَّبيعي للإنسان، وعن الطّيور والمعادن أيضا). وفي عام 1727م أصدر الجزء الأوَّل المخصَّص للأرض من هذه المجموعة (التَّاريخ الطّبيعي). كما تم نشر مجلدات إضافية تضمنت بعض أبحاثه وملاحظاته خلال عقدين بعد وفاته.

### صلته بعلم الأحياء الحديث

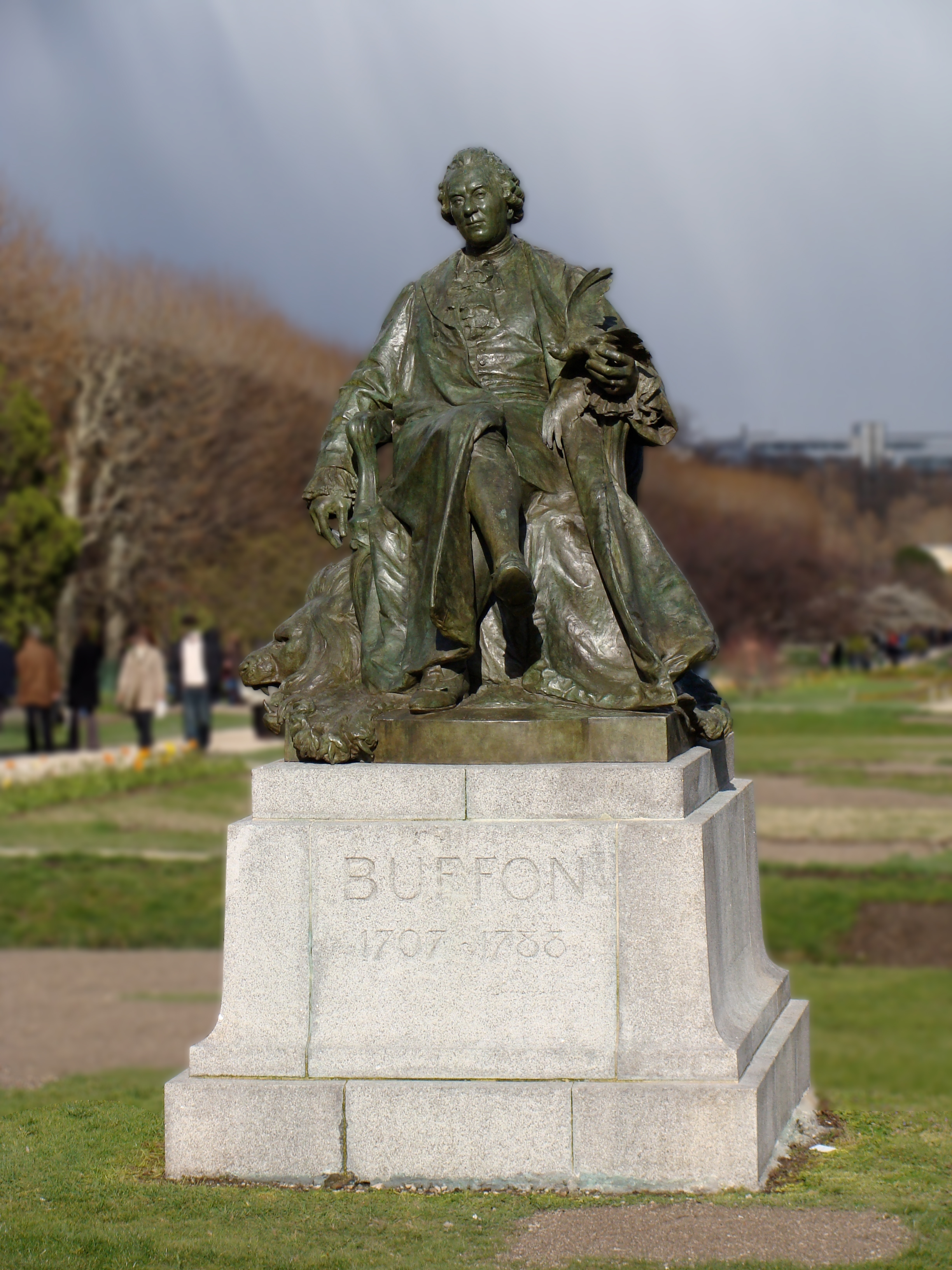
تمثال لجورج دي بوفون في فرنسا

كتب تشارلز دارون في مخططه التاريخي التمهيدي المضاف للإصدار الرابع وما تبعه من إصدارات من كتاب «أصل الأنواع»:
«العصور الحديثة عالج هذا الأمر [التطور] بروح علمية، كان هو بوفون. ولكن بما أن آراءه كانت متقلبة بشكل كبير على مدار فترات طويلة، وبما أنه لم يورد أي شيء عن الأسباب أو الوسائل التي تم بها التحول الذي حدث للأنواع الحية، فأنا لست مضطراً إلى الدخول في أي تفاصيل». تركت إسهامات بوفون في مجال نظرية الانحلال بصمتها وأثرها الكبيرين على الباحثين اللاحقين، ولكن تغلّبت عليها الميول الأخلاقية المستترة القوية.

## وصلات خارجية
- جورج دي بوفون على موقع الموسوعة البريطانية (الإنجليزية)
- جورج دي بوفون على موقع إن إن دي بي (الإنجليزية)
- مشروع بوفون: موسوعة "التاريخ الطبيعي" (بالفرنسية)
- النص الرقمي عن جامعة كيوتو نسخة محفوظة 1 أكتوبر 2011 على موقع واي باك مشين.
- نظرية «الانحلال الأمريكي» لبوفون، من أكاديمية العلوم الطبيعية (بالإنجليزية)
- ترجمة إنجليزية بقلم ويليم سميلي لمؤلف بوفون «التاريخ الطبيعي، العام والخاص»، الطبعة الثالثة (بالإنجليزية)